# Het Behouden Huys
Het Behouden Huys was een houten noodonderkomen dat in september 1596 door Willem Barentsz en 16 bemanningsleden op Nova Zembla werd gebouwd voor de gedwongen overwintering op Nova Zembla tijdens de Derde Noordreis.
Willem Barentsz had gehoopt via de nog te ontdekken Noordoostelijke Doorvaart in Indië aan te komen maar strandde in het Noordpoolijs en men moest Het Behouden Huys bouwen om de winter te kunnen overleven.
Als bouwmateriaal diende het hout van aangespoelde bomen en planken van het schip. Het huis was ongeveer 10 meter lang en 6 meter breed. Na de winter werd een deel van het hout gebruikt om twee sloepen zeewaardiger te maken.
De bouw is beschreven in het in 1598 gepubliceerde dagboek van Gerrit de Veer, deelnemer aan zowel de tweede als de derde tocht van Willem Barentsz.

## Vindplaats

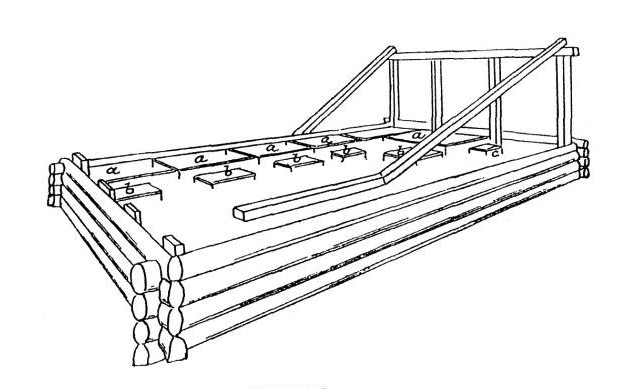
Rest van het Behouden Huys zoals aangetroffen door E. Carlsen in 1871: a: slaapplaatsen, b: scheepskisten c: ijzeren kist

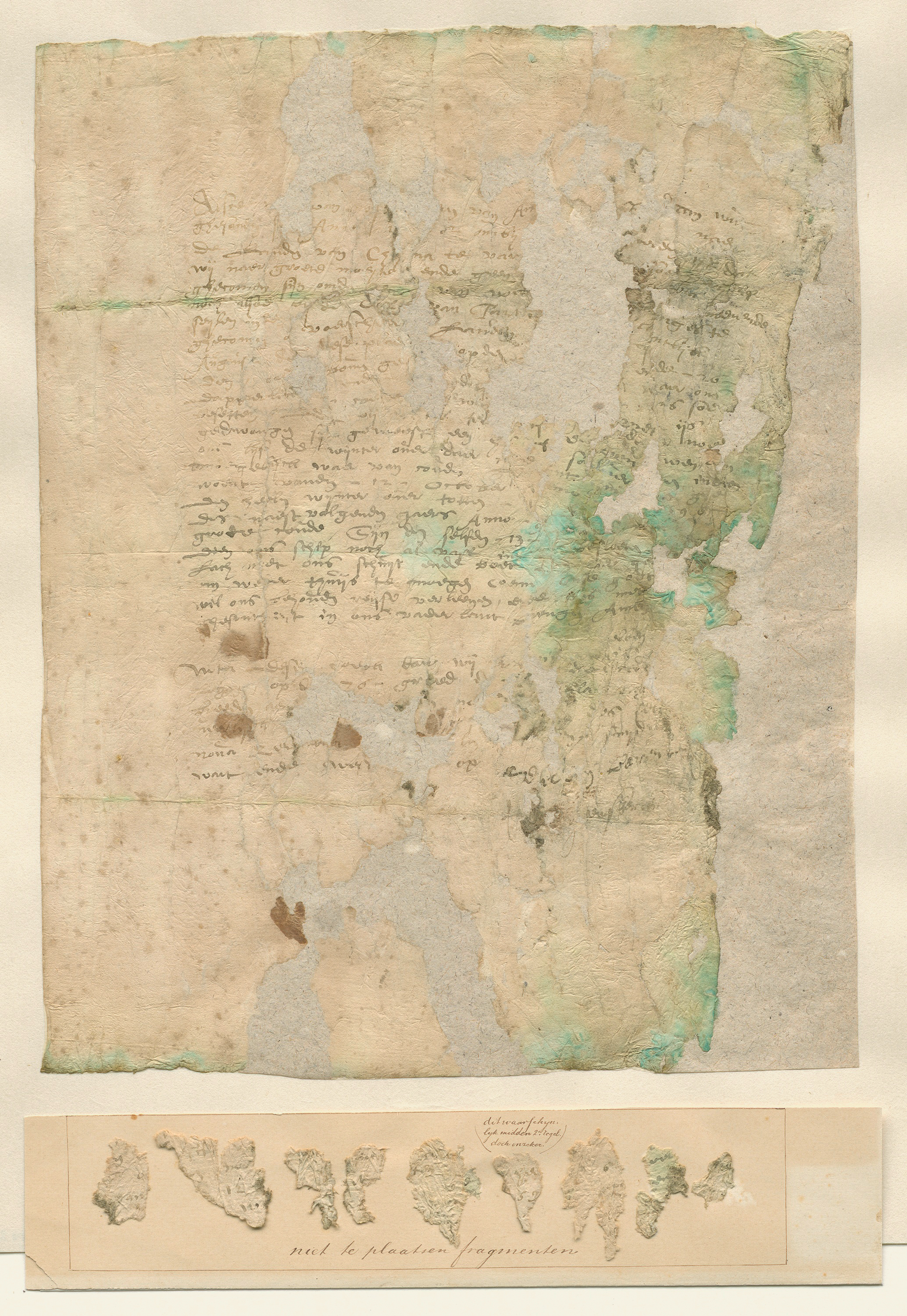
Het Cedelken. Een verantwoording en afscheidsbrief van Barentsz en Heemskerck. (Rijksmuseum)

De resten van Het Behouden Huys werden gevonden door de Noorse walvisvaarder Elling Carlsen in 1871. Hij omschreef de vindplaats als volgt: 
Het op Nova Zembla door Willem Barents indertijd gebouwde huis ligt op 76°12′ N.B. en 68° O.L. v. Gr. De lengte van het huis is circa 16 ellen (van 2 voet), de breedte circa 10 ellen en de hoogte 4 ellen. Het onderste gedeelte was van drijfhout, dat daar in overvloed aanwezig is, gebouwd, en de vier onderste balken lagen nog zo als de tekening ze vertoont. Het bovengedeelte was uit 1½ duim dikke dennen planken aaneen gespijkerd; de planken waren 14 à 16 duim breed. Het huis was in noordoostelijke richting ingestort. De bouwmaterialen lagen gedeeltelijk in het huis, gedeeltelijk aan beide zijden daarbuiten. Het inwendige van het huis zag er geheel uit zoals de tekening weergeeft. Er bevonden zich daar vijf kooien; voor elke kooi stond een scheepskist. Aan het Z.W. einde stond een ijzeren kist. Het huis stond op de punt van een landtong en ongeveer 1½ kabellengte van het strand. Het land was vlak, de bodem steenachtig met een zeer geringe humuslaag bedekt, waarop een weinig gras groeide.— Tromsö, 2 maart 1872. 
w.g. E. Carlsen

## Replica en collectie
Een replica van het Behouden Huys is te vinden in camp Barentz op Spitsbergen, een paar kilometer ten oosten van Longyearbyen.
Carlsen nam een groot aantal vondsten mee en verkocht ze aan een Engelsman Ellis Lister Kay, die ze aan de Nederlandse regering verkocht waarna ze werden opgenomen in de collectie van het Rijksmuseum Amsterdam. Daartussen zaten ook fragmenten van de Deventer Almanak van 1596. In 1876 bezochten de Engelsman Gardiner met Carlsen opnieuw de plaats en Gardiner schonk zijn nieuwe vondsten, waaronder het "cedelken" aan Nederland. In 1993-1995 werd de vindplaats uitgebreid onderzocht door Nederlandse (van het Rijksmuseum en de Universiteit van Amsterdam) en Russische archeologen.

## Zie ook

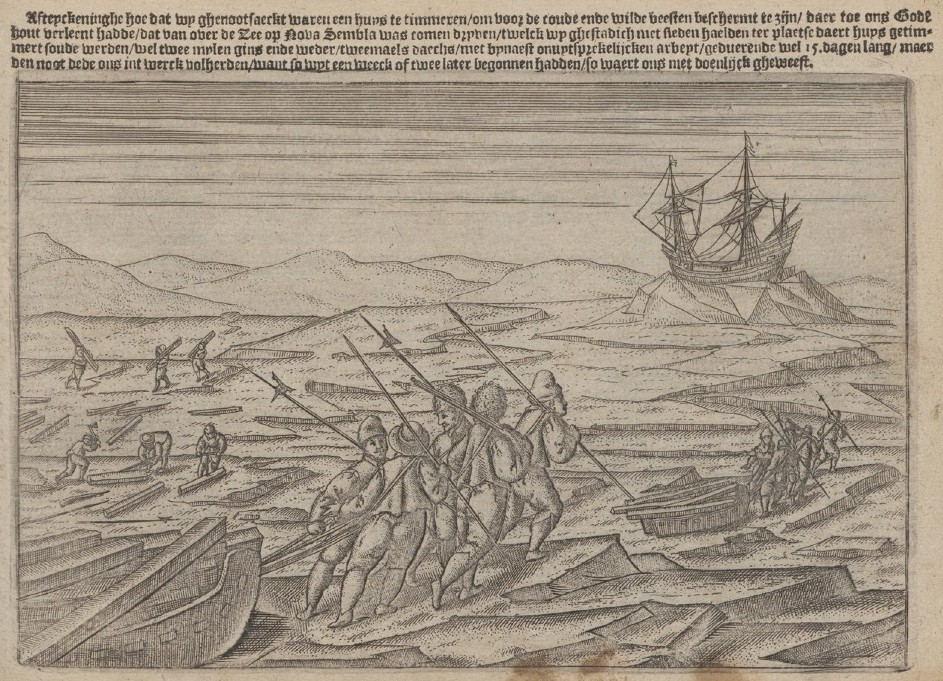
Start van de bouw (De Veer, 1598)
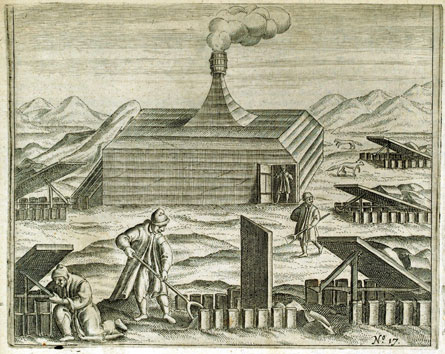
Buitenzijde van 't Behouden Huys (De Veer, 1598)
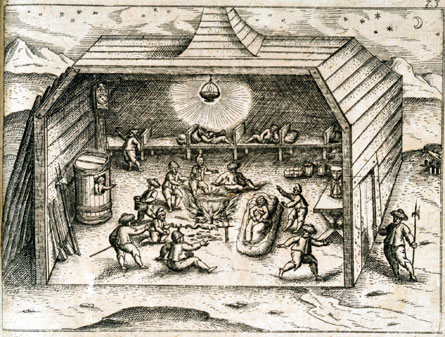
Binnenzijde van 't Behouden Huys (De Veer, 1598)
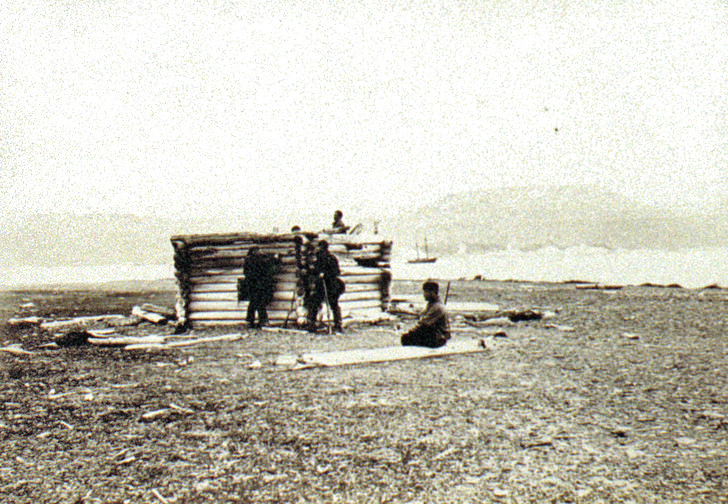
Expeditieleden van de Nederlandse expeditie naar de Noordelijke IJszee van 1881 voor de overblijfselen van 't Behouden Huys. (Het is de vraag of dit daadwerkelijk het Behouden Huys is. Dat was namelijk 6 m. breed en 10 m. lang en bij de vondst in 1871 al behoorlijk ingestort. Bovendien meldt Zeeberg, J.J. (2007) dat deze expeditie het Behouden Huys niet heeft weten te bereiken [p. 87])